# Västslaver
Västslaver är den grupp slaver som talar västslaviska språk: polacker, kasjuber, tjecker, slovaker,  sorber, vender och schlesier.

## Historia
De slaviska stammarnas urhem låg nordväst om Svarta Havet, från Karpaterna och österut till floden Dnepr. Detta land med stora floder och sanka kärr var svårt att försörja en stor befolkning, men de ogenomträngliga skogarna erbjöd skydd mot inträngande fiender. Fornslaverna levde i släktklaner under en lokal stamhövding. Vid behov samarbetade klaner i försvaret när inkräktare hotade. De livnärde sig på jakt och fiske och höll sig med svin.

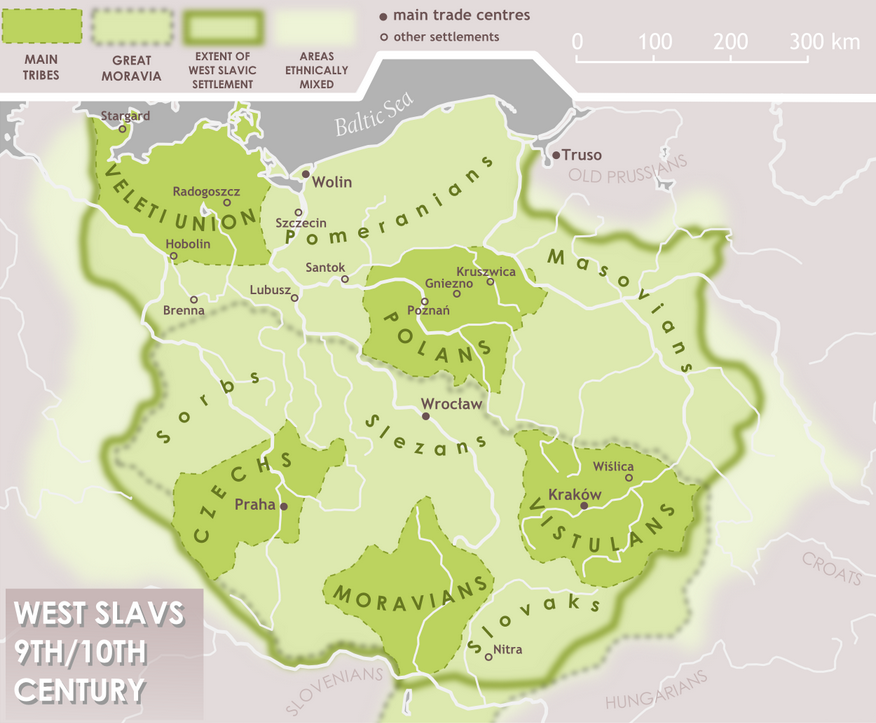
Västslaviska stammar på 900-talet

När befolkningen växte tvingades yngre generationer att söka jord och sin utkomst utanför samhället. När hunnerna började härja i Europa i slutet av 300-talet flydde germaner och andra folk västerut. Slaverna kunde då lägga beslag på övergivna jordar och nya slaviska stamsamfund uppstod. På 500-talet blev floden Elbe gräns mellan germaner och slaver. Vid denna tid började en annan mongolstam, Avarerna tränga in från Centralasien. Återigen drevs germaner och slaver åt nordväst och sydväst. Floden Tisza vid Donaus nedre lopp blev ännu en gränsflod. I nuvarande Tjeckien och Slovakien bosatte sig slaviska stammar som att kom att bilda de folkslagen tjecker och slovaker.

## Etniska grupper
Till Västslaver räknas idag följande etniska grupper:

Chodovéer, Goraler, Masurer, Polacker, Slovaker, och Tjecker.
Bland Venderna fanns det följande stammar:

Obotriter, Liutizer, Heveller, Raner, Pomoraner, Kasjuber, och Sorber.

De befolkade områdena mellan Elbe och Oder under tidig medeltid.

## Språkträd
- Indoeuropeiska språk
  - Satemspråk
    - Baltoslaviska språk
      - Slaviska språk
        - Västslaviska språk
          - polska
          - tjeckiska
          - slovakiska
          - högsorbiska
          - lågsorbiska
          - polabiska
          - kasjubiska
          - schlesiska